# Inpaichthys kerri
Inpaichthys kerri é uma espécie de peixe da família dos caracídeos e da ordem dos caraciformes. Os machos podem alcançar 2,8 cm de comprimento.
Vivem em zonas de clima tropical, entre 24 °C - 27 °C de temperatura. São encontrados na América do Sul, mais especificamente, no rio Aripuanã, na bacia do rio Madeira, no estado do Mato Grosso, no Brasil.